# Песня о тревожной молодости
«Песня о тревожной молодости» («Забота наша простая…», «И снег, и ветер, и звёзд ночной полёт…») — популярная русская советская песня, написанная в 1958 году композитором Александрой Пахмутовой и поэтом Львом Ошаниным для кинофильма Фёдора Филиппова «По ту сторону». Лента, снятая по одноимённому роману Виктора Кина, рассказывала о трудной жизни советских комсомольцев двадцатых годов. Помимо «Тревожной молодости», Пахмутова написала к картине ещё четыре песни на стихи Ошанина и несколько симфонических фрагментов. Песня стала неофициальным гимном МЧС России после того, как ведомство в 1994 году возглавил Сергей Шойгу.

## История
В музыке нашей песни слышатся отклики давних лет. Слова мне хотелось написать так, чтобы в них переплелись и дороги гражданской войны, и дороги первых пятилеток, и дороги войны Отечественной, и чтобы, передавая прошлое, слова песни перекидывали нас в сегодняшний день, были словами сегодняшнего комсомола, сегодняшней молодёжи…
Как вспоминает Александра Пахмутова, во время съёмок фильма Лев Ошанин принёс стихи для песни. Тогда Александра Николаевна показала ему готовую музыку к картине. Слова с трудом ложились на музыку композитора: пять попыток соединить их в единое целое оказались неудачными. После этого Лев Иванович отложил свои стихи и сделал новые слова, «в которых нет ни приказательных интонаций, ни назойливого повторения прописных истин». Во время записи на киностудии композитор приняла лишь семнадцатый дубль композиции.
Анализируя музыкальные особенности композиции, исследователь творчества Пахмутовой Екатерина Добрынина находит сходство с популярной в двадцатые годы городской лирической песни «Там вдали, за рекой». Также Добрынина обращает внимание, что «Песня» «отдельными своими оборотами довольно близка обаятельным сочинениям Никиты Богословского (например, его песне „Отчего же ты приснилась мне?“, прозвучавшей в кинофильме „Разные судьбы“) и Василия Соловьева-Седого (сравните начало пахмутовской песни со словами из песни В.Соловьева-Седого: „У солдата — солдатская служба!“)». По выражению советского композитора Дмитрия Кабалевского, Пахмутова в «Песне о тревожной молодости» рисует «своеобразный собирательный портрет нашей молодёжи, её лучших гражданских черт, портрет, написанный в увлекательных, романтических тонах».
Русский поэт Юрий Кублановский вспоминал, что в ночь перед 4 октября 1993 у Дома советов «горели костры, и в свете их пламени кто-то пел советские песни („и снег, и ветер, и звёзд ночной полет“)».
19 ноября 2001 года на своём концерте в Санкт-Петербурге песню исполнила группа Rammstein в память о музыканте Алёше Ромпе, умершем за год до этого.
В 2014 году по инициативе дирижёра Валерия Халилова «Песня» впервые прозвучала как военный марш на Параде Победы на Красной площади.

## Известные исполнители песни
- 1958 год — Юрий Пузырёв и Сергей Фёдоров в кинофильме «По ту сторону» и на грампластинке в 1961 году[7]
- 1959 год — Виталий Копылов и Владимир Леонидович Матусов[8]
- 1960 год — Ансамбль песни и пляски Российской армии имени А. В. Александрова[9]
- 1967 год — Юрий Гуляев[10]
- 1982 год — Алексей Покровский в фильме-концерте «Родина любимая моя».

Кроме этого, песню исполняли в сольных выступлениях Иосиф Кобзон, Николай Расторгуев, Александр Буйнов, хор Сретенского монастыря, мужской хор «Пересвет» и другие.

## В кино
- «По ту сторону» — поётся героями в поезде и в финальной сцене фильма, а музыкальная тема рефреном звучит на протяжении всего фильма.
- «Жили-были старик со старухой» — любимая песня старика, звучит на поминках главного героя.
- «Застава Ильича» — поётся в одной из сцен.
- «Ангелы революции» — поётся в финальной сцене фильма.
- «Луна-парк» — неоднократно звучит в картине.
- «Территория» — звучит в финальных сценах картины.
- «Красный монарх» — играет в середине фильма.
- «Любовь в стране берёз» — во вьетнамском сериале.
- «Мне двадцать лет» — поёт молодёжь на красной площади